# Щелкун кроваво-красный
Щелкун кроваво-красный, или ампедус кроваво-красный (лат. Ampedus sanguineus) — вид жуков из семейства щелкунов.

## Экология
Жук длиной от 12 до 17 мм. Переднеспинка, голова и лапки чёрного цвета. Усики у самцов не доходят до вершин задних углов переднеспинки, ширина их третьего членика меньше, чем ширина четвёртого членика. Переднеспинка с хорошо заметной срединной бороздкой, доходящей до переднего края. Базальное вдавление на переднеспинке одновершинное, более-менее треугольное.
Основная окраска чёрная. Надкрылья ярко-красные. Голова и переднеспинка в чёрных волосках. Надкрылья и нижняя сторона тела покрыты чёрными или коричнево-жёлтыми волосками.
Встречается в хвойных, реже лиственных лесах или около них. Личинки развиваются в гнилой древесине и под корой хвойных деревьев.
Распространение: Европа, Кавказ, север Казахстана, западная Сибирь, Иркутская область, Чита, Бурятия, Якутия, Амурская область, Приморье и юг Хабаровского края